# دهستان محمودآباد (اصفهان)
دهستان محمودآباد نام دهستانی در بخش مرکزی شهرستان اصفهان، استان اصفهان در ایران است.

## جمعیت
بر اساس سرشماری مرکز آمار ایران در سال ۱۳۸۵، جمعیت آن ۱۵۲۰۵ نفر (۳۸۱۵ خانوار) بوده‌است.